# Жайворонок довгодзьобий
Жа́йворонок довгодзьобий (Melanocorypha maxima) — вид горобцеподібних птахів родини жайворонкових (Alaudidae). Мешкає на Тибетському нагір'ї.

## Опис
Довжина птаха становить 19-23 см, довжина хвоста 83-93 мм, довжина дзьоба 21-24 мм. Виду не притаманний статевий диморфізм. Верхня частина тіла світло-коричнева, голова і надхвістя маюить рудуватий відтінок. Потилиця сірувато-біла, поцяткована тонкими рудуватими смужками. Обличчя бліде, навколо очей малопомітні світлі смуги. Нижня частина тіла біувата, боки і живіт мають легкий коричнюватий відтінок, стегна густо оперені. На волі з боків є невеликі чорні плями. Крила темно-коричневі, ругорядні махові пера мають білі кінчики. Центральні стернові пера темно-коричневі, сьтернові пера з другого по четвертий мають світлі кінчики, п'яті пера мають білі зовншіні опахала, а шості (крайні) стернові пера переважно білі, за винятком чорною плями на внутрішньому опахалі.

## Поширення і екологія
Довгодзьобі жайворонки гніздяться на Тибетському нагір'ї в Китаї і північній Індії (Ладакх, Сіккім, Аруначал-Прадеш). Вони живуть на вологих і заболочених луках поблизу боліт, річок і озер, на висоті від 3200 до 4600 м над рівнем моря. Живляться насінням, ягодами і дрібними безхребетними. Іноді птахи шукають їжу на мілководді. Гніздяться з квітня до початку серпня. В кладці 2-3 відносно велих, охристих або коричнюватих, сильно поцяткованих темними плямками яйця вагою 5,7 г. За сезон може вилупитися два виводки.